# 1.ª Semana Internacional del Cine de San Sebastián
La 1.ª Semana Internacional del Cine de San Sebastián se celebró entre el 21 y el 27 de septiembre de 1953 en San Sebastián y está considerada como la I edición del Festival Internacional de Cine de San Sebastián, como más tarde fue denominado el evento. Fue organizada por un grupo de comerciantes de la ciudad que querían dinamizar y prolongar el verano donostiarra. La Semana todavía no tenía el reconocimiento de la Federación Internacional de Asociaciones de Productores Cinematográficos (FIAPF), por lo que, aunque se proyectaron películas extranjeras, únicamente pudieron ser premiadas las españolas.

## Organización
En octubre de 1952 un grupo de empresarios de San Sebastián dirigidos por Dionisio Pérez Villar tuvieron la idea de organizar un certamen cinematográfico en el mes de septiembre con la intención de alargar la temporada turística de la ciudad. A pesar de que encontraron el rechazo de la Cámara de comercio y de la Federación Mercantil de Guipúzcoa y una respuesta fría del Centro de Atracción y Turismo y del Ayuntamiento de San Sebastián, no se desalentaron y siguieron buscando apoyo. Lo encontraron en la Delegación Provincial de Sindicatos, que les ofreció oficinas, personal y una subvención de cien mil pesetas. En abril de 1953 se desplazaron a Madrid, donde el presidente del Sindicato Nacional del Espectáculo, Manuel Casanova, ratificó la subvención y les ofreció un apoyo oficial que suponía también un control del certamen. Por su parte, el director general de Cinematografía Joaquín Argamasilla comprometió otra subvención de ciento cincuenta mil pesetas. Argamasilla sugirió que la semana podía dedicarse al cine católico, pero no insistió al ver la falta de entusiasmo de los promotores. Con estos importantes apoyos, los organizadores continuaron las gestiones en San Sebastián.
Una entrevista con Juan Pagola, alcalde de San Sebastián, tuvo ahora mejor acogida al conocerse el apoyo que el proyecto tenía en la capital. El regidor se comprometió a tratar la cuestión de una subvención en la próxima reunión de la junta del Centro de Atracción y Turismo. A continuación, los organizadores hablaron con hoteles, salas de fiestas y agencias de viajes. Negociaron con el Teatro Victoria Eugenia, que pidió cuarenta mil pesetas por el alquiler de la sala durante siete días y exigió que los miembros del comité firmaran un aval por dicho importe. También se contrató el alojamiento de todos los visitantes en el Hotel María Cristina, el Londres y el Continental.
El proyecto encontró apoyo oficial en las instituciones de la dictadura del general Franco, que confiaban en mostrar así al mundo una imagen abierta y tolerante. El evento no tenía todavía el reconocimiento de la Federación Internacional de Asociaciones de Productores Cinematográficos, por lo que no podía ser considerado un festival internacional competitivo. Se denominó «Semana Internacional del Cine» y, aunque se proyectaron más películas extranjeras que españolas, solo pudo otorgar premios a estas últimas.

## Censura
Pérez Villar anunció que no se producirían cortes debidos a la censura en las películas exhibidas. Dijo que su integridad estaba garantizada por un acuerdo entre los productores extranjeros y la Dirección General de Cinematografía. Estaba en juego el prestigio del certamen y la posibilidad de ser reconocido internacionalmente por la FIAPF.
A pesar de ello, se produjeron un par de incidentes. Por un lado, el filme francés Nous sommes tous des assassins mostraba campos de concentración franceses que alojaban a refugiados españoles. Por otro, la película española Dos caminos ofrecía una imagen muy tendenciosa de los efectos de la Guerra de España en el bando perdedor. La delegación francesa estuvo a punto de retirarse, pero el conflicto se superó gracias a la mediación del presidente de la FIAPF.

## Inauguración
El día 21 hubo una recepción en el ayuntamiento en la que el alcalde saludó a los presentes y fue respondido por el secretario del Sindicato Nacional del Espectáculo, Miguel de Echarri, y por Joaquín Argamasilla. Cientos de personas se congregaron en torno a la alfombra roja del Teatro Victoria Eugenia para contemplar la entrada de invitados. El Coro Maitea interpretó el himno del certamen compuesto Juan Urteaga. El grupo de danzas Goizaldi formó un pasillo a la entrada y un arco de honor con sus espadas. Al tiempo sonaban típicas melodías vascas interpretadas con chistu y tamboril. Finalmente, se proyectó Don Camilo, protagonizada por Fernandel y Gino Cervi. A continuación, se celebró una cena y consiguiente fiesta en el Real Club de Tenis.

## Participantes

### Filmes
Aunque fueron las autoridades madrileñas las que se encargaron de seleccionar las películas, el comité organizador llegó a contactar con algunas embajadas españolas pidiendo su colaboración, lo que no gustó a las autoridades. Como resultado, llegaron al certamen la película británica Alto secreto y la italiana Magia verde, que así pudieron ser distribuidas en España. Aun así, pocos días antes del comienzo de la Semana todavía no estaba claro cuántas películas se exhibirían. Los programas mencionaban hasta veinticuatro filmes.
No pudieron llegar a ser exhibidas a pesar de los esfuerzos de los organizadores películas como Arroz amargo o El salario del miedo.
Finalmente, las películas exhibidas durante la Semana fueron:
- Don Camilo, de Julien Duvivier.

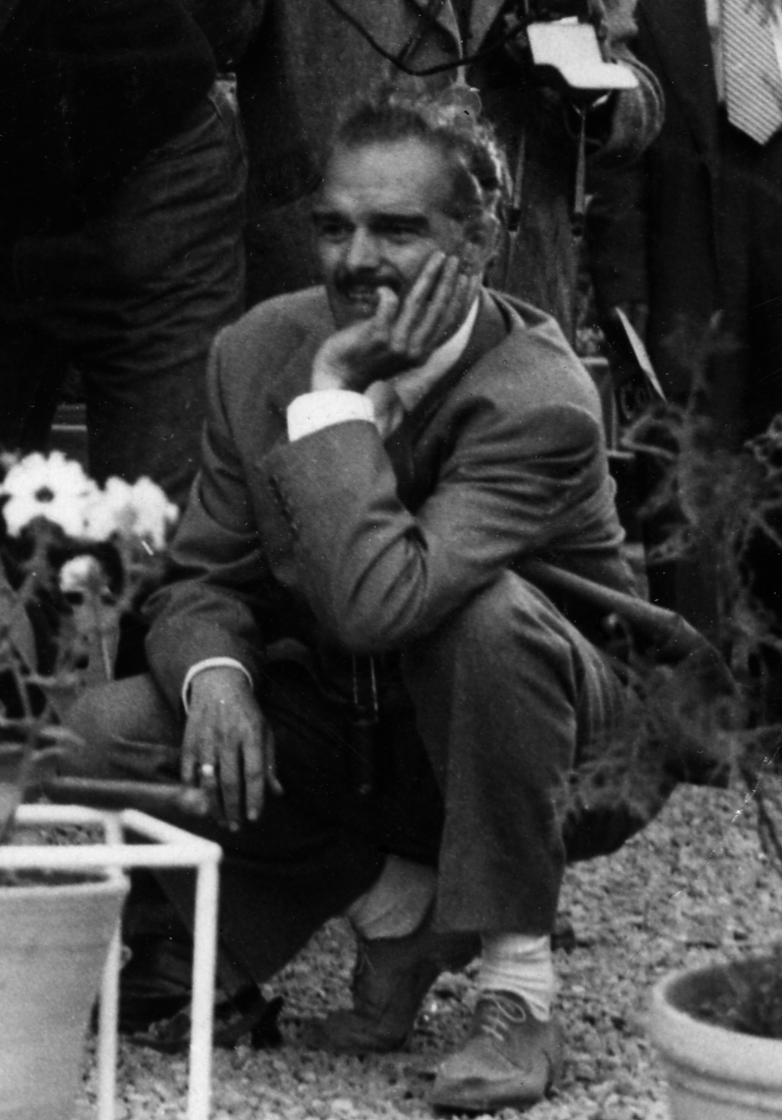
El neorrealismo de Rovira-Beleta en Hay un camino a la derecha disgustó a cierto sector de la crítica española.

- Acuérdate de vivir, de Roberto Gavaldón.
- Casque d'or, de Jacques Becker.
- Crin blanca, de Albert Lamorisse.
- La señorita Julie, de Alf Sjöberg.
- House of Wax, de André de Toth.
- La pasión desnuda, de Luis César Amadori.
- Los amantes de Verona, de André Cayatte.
- Los orgullosos, de Yves Allégret.
- Magia verde, de Gian Gaspare Napolitano.
- Nous sommes tous des assassins, de André Cayatte.
- Teresa Raquin, de Marcel Carné.
- Alto secreto, de Mario Zampi.
- Traviata '53, de Vittorio Cottafavi.
- Carne de horca, de Ladislao Vajda.
- Dos caminos, de Arturo Ruiz Castillo.
- Hay un camino a la derecha, de Francisco Rovira-Beleta.
- La guerra de Dios, de Rafael Gil.
- Misión en Buenos Aires, de Ricardo Gascón.

Las cinco últimas eran de nacionalidad española, total o parcialmente, y podían aspirar a los premios. Don Camilo abrió el certamen y Los orgullosos lo clausuró.

### Personalidades

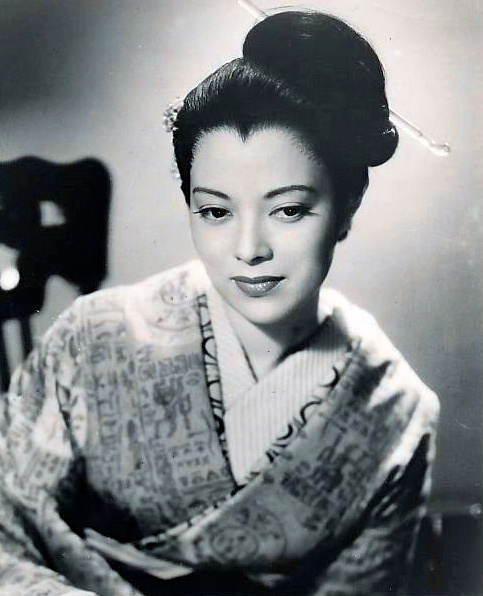
Yoshiko Yamaguchi fue una de las presencias más exóticas en la Semana.

Las proyecciones y actos se celebraron en el Teatro Victoria Eugenia de la capital guipuzcoana, al elevado precio de cien pesetas la localidad. Asistieron numerosos artistas, técnicos y empresarios cinematográficos de diversos países. Entre otros, acudieron al evento Paquita Rico, Tilda Thamar, Cesáreo González, Maruja Asquerino, Yoshiko Yamaguchi, Emma Penella, Gustavo Rojo, Carmen Sevilla, Mary Martin, Juan de Orduña, Marujita Díaz, Micheline Presle, William Marshall, Paco Rabal y Marisa de Leza. No obstante, la dificultad de las comunicaciones con San Sebastián disuadió a otras personas. El matador y actor Mario Cabré colaboró desinteresadamente presentando cada día a las personalidades asistentes, animando las fiestas nocturnas y toreando. La clausura fue presidida por el director general de Cinematografía Joaquín Argamasilla.
Particularmente importante fue la presencia de varias personalidades francesas: la representante de UniFrance, Jacqueline Naves, que llevó consigo varias películas que garantizaron los primeros días de proyección; Jacques Fland, director general de Cinematografía; Robert Favre Le Bret, secretario general del Festival de Cannes y Charles Delac, presidente de la FIAPF. Delac dio una rueda de prensa en la que expresó su buena opinión acerca del desarrollo del certamen y anunció que apoyaría que la FIAPF lo reconociese como festival no competitivo. Por otro lado, también tuvo que pedir a Pérez Villar que desmintiera que se fueran a entregar premios de carácter internacional. Su presencia sirvió para que se alcanzaran acuerdos entre las industrias cinematográficas española y francesa.

## Actividades paralelas

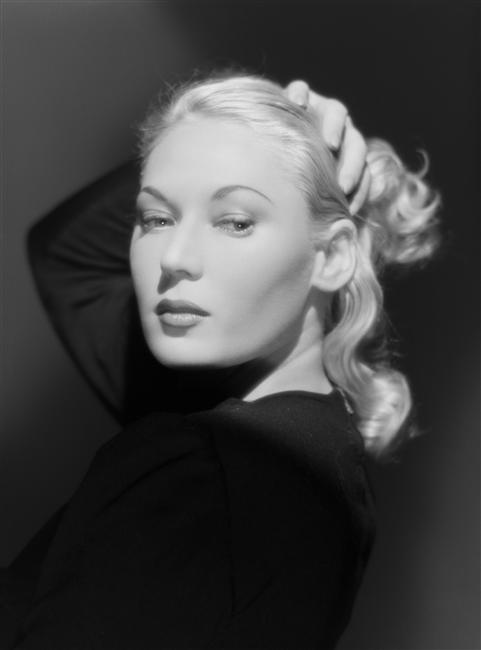
Tilda Thamar, otra de las asistentes.

Con ocasión del certamen, se celebraron varios actos paralelos. En el Real Club de Tenis se celebró la primera noche una fiesta organizada por una bodega de vinos de Jerez en la que la actriz japonesa Yoshiko Yamaguchi hizo una personal interpretación de «cante jondo». Y en el Real Club Náutico tuvo lugar otra fiesta nocturna unos días después. El día 25 la compañía del Teatro Lope de Vega, con Paco Rabal al frente del reparto, representó en el Museo de San Telmo el auto sacramental La cena del rey Baltasar, de Calderón de la Barca. El domingo 27, día de la clausura, se organizó una corrida de toros a la que asistieron diversos artistas cinematográficos y en la que lidiaron los matadores Mario Cabré, Pablo Lozano y Domingo Ortega. Bandas de música recorrieron las calles todos los días, y hubo tres exhibiciones de fuegos artificiales
Aprovechando el evento, se reunió el día 24 en la ciudad el I Congreso de Directores Cinematográficos asistido por al abogado laboralista Fernando Vizcaíno Casas para tratar temas de interés profesional de este colectivo, como la posición de los directores adjuntos, la situación del director en las coproducciones o el acceso de los realizadores a la jurisdicción de la Magistratura de Trabajo.

## Palmarés
El jurado que concedió los premios oficiosos era totalmente español y estaba compuesto por Willy Koch, Francisco Aranaz-Darrás, Manuel Durán, Julián Merino y José Sánchez Eceiza.
Durante la misma celebración de la Semana se tuvo que aclarar que solo se otorgarían premios competitivos a las películas españolas, ya que la FIAPF no había todavía otorgado clasificación alguna al evento.
La gran triunfadora debido al gusto imperante en el momento fue La guerra de Dios, de Rafael Gil. También Hay un camino a la derecha recibió premios por sus interpretaciones, pero el crítico del diario ABC mostró su disgusto por el tono neorrealista y «morboso» tanto de este filme como de las películas francesas Casque d'or —dirigida por Jacques Becker— y Teresa Raquin, de Marcel Carné. Este mismo crítico, sin embargo, mostró su satisfacción por la película española Carne de horca, dirigida por Ladislao Vajda.

### Premios de la organización
Los principales galardones concedidos ostentaban ya la denominación de «Concha de Plata» —por la playa de La Concha— que posteriormente se asentaría como propia del evento easonense.
- Concha de Plata a la mejor película: La guerra de Dios, de Rafael Gil.
- Concha de Plata al mejor director: Rafael Gil por La guerra de Dios.
- Concha de Plata a la mejor actriz: Julita Martínez por Hay un camino a la derecha.
- Concha de Plata al mejor actor: Francisco Rabal por Hay un camino a la derecha.
- Concha de Plata a la mejor fotografía: Otello Martelli por Carne de horca.
- Concha de Plata a la mejor ambientación: Antonio Simont por Carne de horca.

También se concedieron varias conchas de plata no competitivas a los representantes franceses e italianos por su participación en la Semana.

### Otros premios
El diario Pueblo —órgano oficial de los Sindicatos verticales oficiales— otorgó sendas «copas de la popularidad» a los actores Mario Cabré y Marujita Díaz.

## Recepción
La Semana fue un éxito de organización, con la excepción de algún fallo técnico que evidenció la inexperiencia del evento. Algunas películas llegaron sin subtítulos y las malas comunicaciones de la ciudad perjudicaron la asistencia de personalidades relevantes. También fue un éxito de público y de repercusión mediática. El delegado nacional de Sindicatos José Solís manifestó durante la clausura la importancia artística e industrial del evento y anunció que se incrementaría la subvención para la siguiente edición. Económicamente también fue un éxito, pues las subvenciones recibidas y la importante venta de entradas y abonos superaron los gastos realizados.
En noviembre de 1953 la FIAPF decidió reconocerlo como festival internacional de categoría «B» no competitivo a celebrar en el mes de julio. Ello posibilitó su repetición al año siguiente ya como festival internacional. Los empresarios locales que habían organizado la primera edición fueron sustituidos por instituciones oficiales: el Sindicato Nacional del Espectáculo y la Dirección General de Cinematografía y Teatro.